# Gal Shish
 (juillet 2021).
Gal Shish est un footballeur israélien né le 28 janvier 1989 à Bat Yam qui évolue au poste de défenseur.